# Sống núi

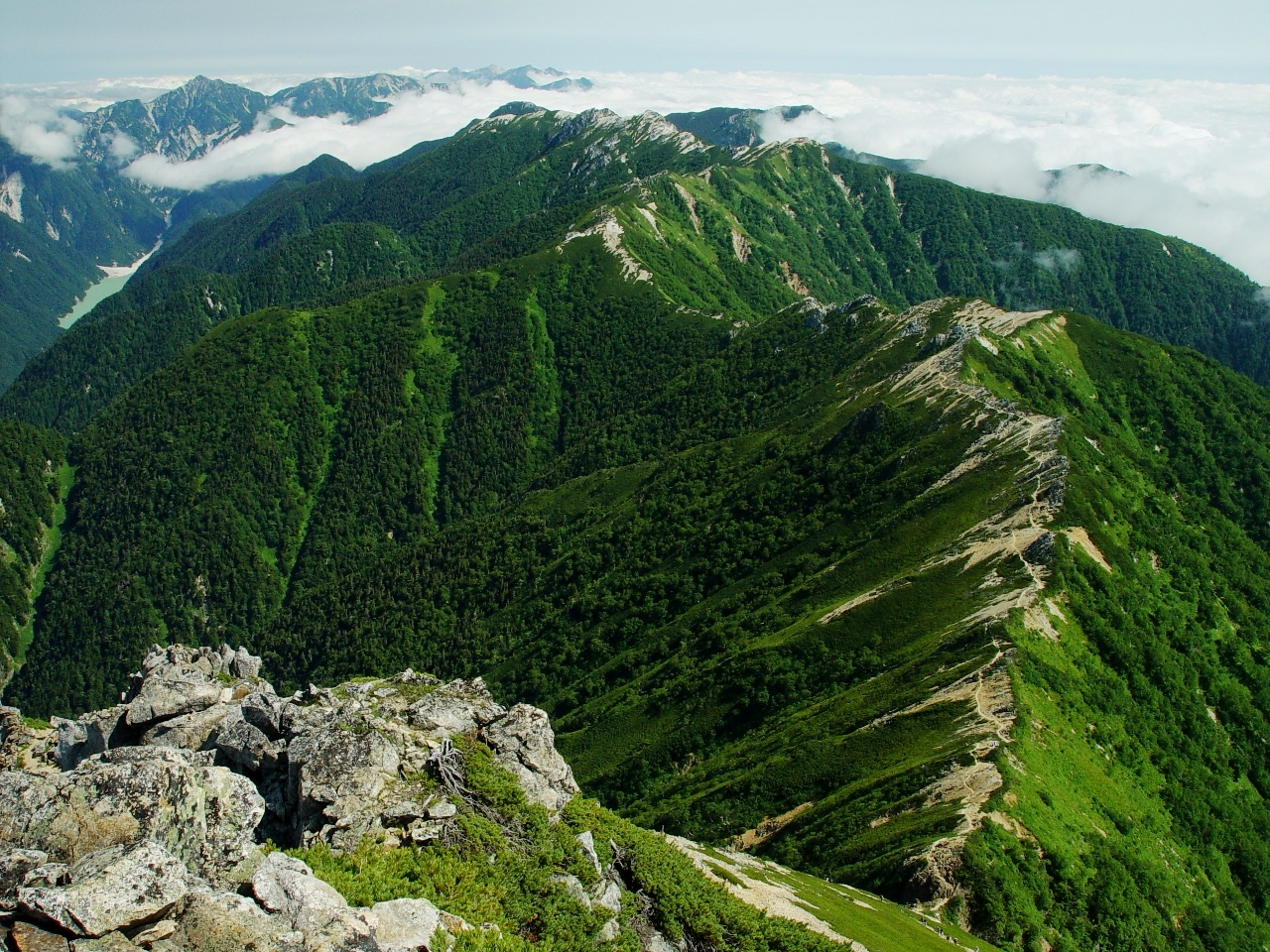
Một sống núi ở Nhật Bản

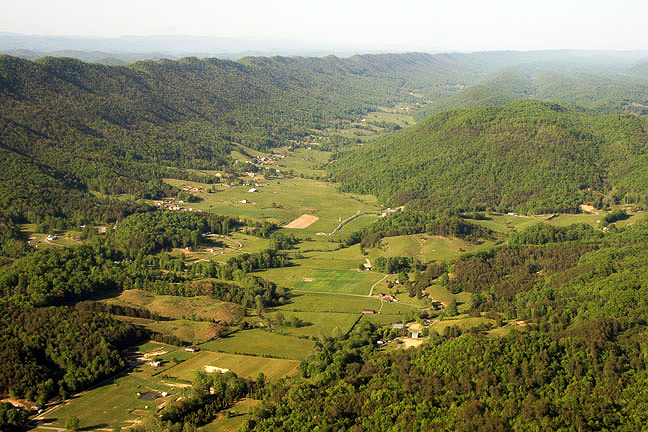
Một sống núi địa tầng trong dãy núi Appalachian.

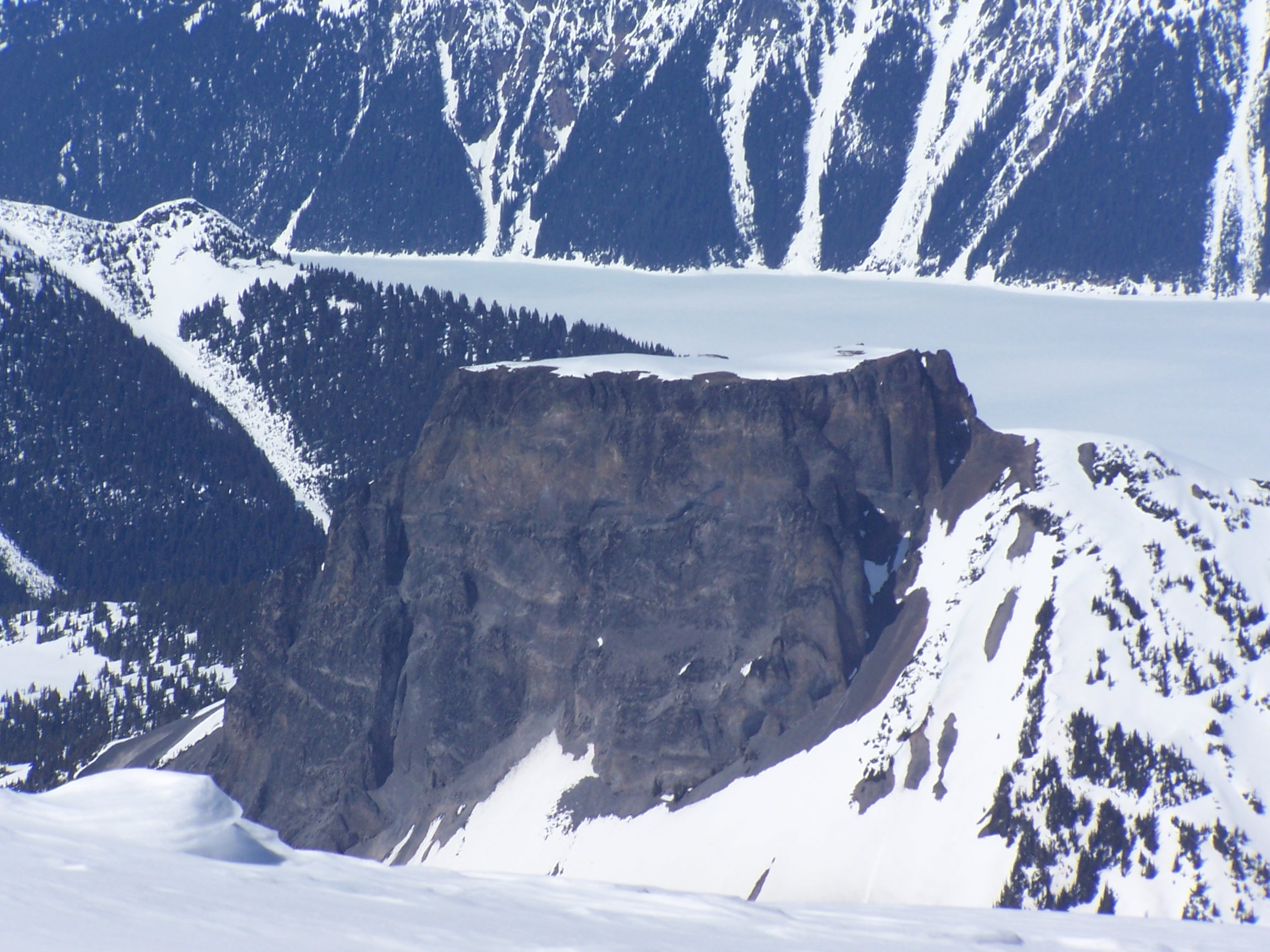
Các cạnh của núi lửa đỉnh bằng có thể tạo thành các sống núi.

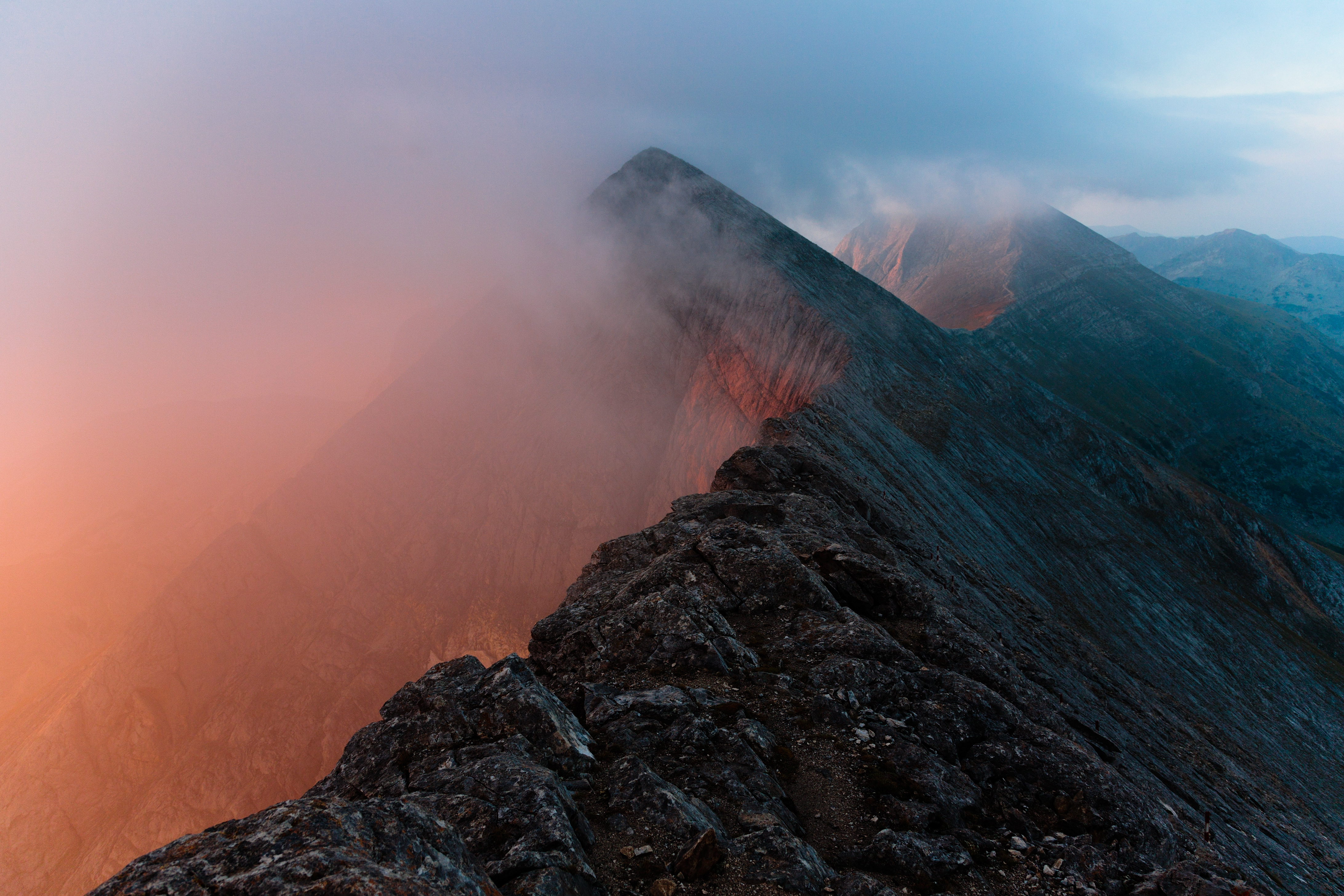
Sống chính của núi Pirin - nhìn từ sống núi lưỡi dao Koncheto về phía các đỉnh chóp Vihren và Kutelo.

Sống núi hay sơn tích là một đặc điểm địa lý bao gồm một chuỗi các ngọn núi hoặc đồi tạo thành một chỏm cao liên tục trong một khoảng cách nào đó. Các sườn núi nghiêng dần từ đỉnh hẹp của sống núi sang cả hai bên. Các đường dọc theo chỏm được hình thành bởi các điểm cao nhất, với địa hình thấp dần xuống ở hai bên, được gọi là các đường sống núi. Các sống núi thường được gọi chung cho cả đồi và núi, tùy thuộc vào kích thước và chiều cao.

## Các loại
Có một số loại sống núi chính:
- Sống núi hình cây: Trong địa hình cao nguyên bị chia cắt điển hình, các thung lũng lưu vực sông suối sẽ để lại những sống núi xen kẽ. Chúng là những sống núi phổ biến nhất. Những sống núi này thường là biểu hiện của đá chống xói mòn tốt hơn một chút, nhưng điều này không phải lúc nào cũng đúng như vậy - chúng thường tồn tại như vậy vì có nhiều khớp thớ hoặc các biểu hiện ngẫu nhiên khác nơi các thung lũng hình thành. Kiểu sống núi này thường hơi ngẫu nhiên về hướng, thường xuyên thay đổi hướng và thường có các gò đồi nhỏ ở các khoảng trên đỉnh sống núi.
- Sống núi địa tầng: Ở những nơi như Appalachia sống núi và thung lũng, các sống núi dài, đều và thẳng được hình thành bởi vì chúng là các cạnh sót lại chưa bị xói mòn của các tầng có khả năng chống dốc xuống cao hơn được gập nếp sang bên. Các sống núi tương tự đã hình thành ở những nơi như Black Hills, nơi các sống núi tạo thành các vòng tròn đồng tâm xung quanh lõi đá hỏa thành. Đôi khi những sống núi này được gọi là sống núi lưng lợn.
- Sống núi giữa đại dương: Trong các khu vực tách giãn kiến tạo trên khắp thế giới, chẳng hạn như tại Sống núi giữa Đại Tây Dương, hoạt động của núi lửa hình thành vùng đất mới giữa các ranh giới kiến tạo, tạo ra các sống núi lửa tại khu vực tách giãn. Sự lắng đọng đẳng tĩnh và xói mòn giảm dần độ cao khi di chuyển ra ra khỏi đới tách giãn.
- Sống hố va chạm: Các va đập của các vẫn thạch lớn thường tạo thành các hố va chạm lớn có ranh giới là các sống núi tròn.
- Các sống miệng núi lửa/hõm chảo núi lửa: Các núi lửa lớn thường để lại các miệng núi lửa/hõm chảo trung tâm được bao quanh là các sống núi tròn.
- Các sống đứt gãy: Các đứt gãy thường hình thành các dốc đứng. Đôi khi phần đỉnh của các dốc đứng này không hình thành cao nguyên mà dốc ngược lại để các cạnh của các dốc đứng tạo thành các sống núi.
- Các sống đụn cát: Trong các khu vực mà hoạt động sinh cồn cát quy mô lớn, một số loại cồn cát dẫn đến các sống núi cát.
- Băng tích và gò hình rắn: Hoạt động sông băng có thể để lại những sống núi dưới dạng băng tích và gò hình rắn. Một sống núi lưỡi dao là một sống núi đá mỏng được hình thành do xói mòn sông băng.
- Sống núi lửa dưới sông băng: Nhiều núi lửa dưới sông băng tạo ra thành hệ tựa như sống núi khi dung nham phun trào qua một sông băng hoặc dải băng dày.
- Sống núi dập: Một sống núi dập là một sống núi di chuyển dọc theo một đứt gãy, chặn hoặc chuyển hướng thoát nước. Thông thường, một sống núi dập tạo ra một thung lũng tương ứng với phương hướng của đứt gãy tạo ra nó.
- Các sống áp lực: Còn gọi là nón dung nham. Thường phát triển trong dòng dung nham, đặc biệt là khi dung nham di chuyển chậm phía dưới lớp vỏ đông cứng phun lên trên. Lớp vỏ giòn thường uốn cong để dung nạp được phần lõi đang phình ra của dòng dung nham, vì thế tạo ra một vết nứt ở trung tâm dọc theo chiều dài của nón dung nham.[1] Một sống núi áp lực băng phát triển trong một lớp băng che phủ là kết quả của một chế độ sức căng được thiết lập trong mặt phẳng của băng.